# 切克瓦
51°19′12″N 26°19′29″E / 51.32000°N 26.32472°E
切克瓦（烏克蘭語：Чаква），是烏克蘭西北部的村莊，隸屬里夫內州的瓦拉什區。該村始建於1902年，面積9.44平方公里，海拔高度157米，2001年人口533，人口密度每平方公里56.5人。